# القفص المذهب ( لوحة )
القفص المُذهّب (بالإنجليزية The Gilded Cage) هي لوحة زيتية تم رسمها في عام 1919م بريشة الفنانة الإنجليزية إيفيلين دي مورغان . و تعد هذه اللوحة هي آخر أعمالها التي رسمتها قبل وفاتها في وقت لاحق من ذلك العام.
في اللّوحة يظهر مشهد فيه امرأة تنظر من النافذة. تشكل يدها الممدودة بادرة شوق وهي تشاهد مجموعة من الراقصين والموسيقيين. الشخصية الرئيسية في المجموعة المتنقلة هي امرأة ترقص وهي تحمل طفلها، مما يشير إلى أن المشهد يمثل أيضًا واجب الأم. و وُضعت مجوهرات مكسورة وكتاب مُلقى على الأرض.
و يظهر في اللّوحة أيضاً طائر يحلق حول الراقصين، والذي يتناقض بشكل حاد مع الطائر الأسير في قفص مُذهّب معلق بالقرب من زوج المرأة الأكبر سناً المذهول.